# Ross Chastain
Statistiques en NASCAR Cup Series
Dernière mise à jour : 3 juin 2025 
Ross Chastain, né le 4 décembre 1992 à Alva en Floride, est un sportif professionnel américain, pilote automobile de NASCAR.

## Carrière
Depuis la saison 2022, il participe en programme complet en NASCAR Cup Series au volant de la voiture no 1 de marque Chevrolet Camaro ZLI au sein de l'écurie Trackhouse Racing Team. 
En programme partiel, il participe à certaines courses de la NASCAR Xfinity Series, pilotant la Chevrolet Camaro no 92 de la DGM Racing ainsi qu'à quelques courses de la NASCAR Camping World Truck Series au volant de la voiture Chevrolet Silverado no 41 de la Niece Motorsports.

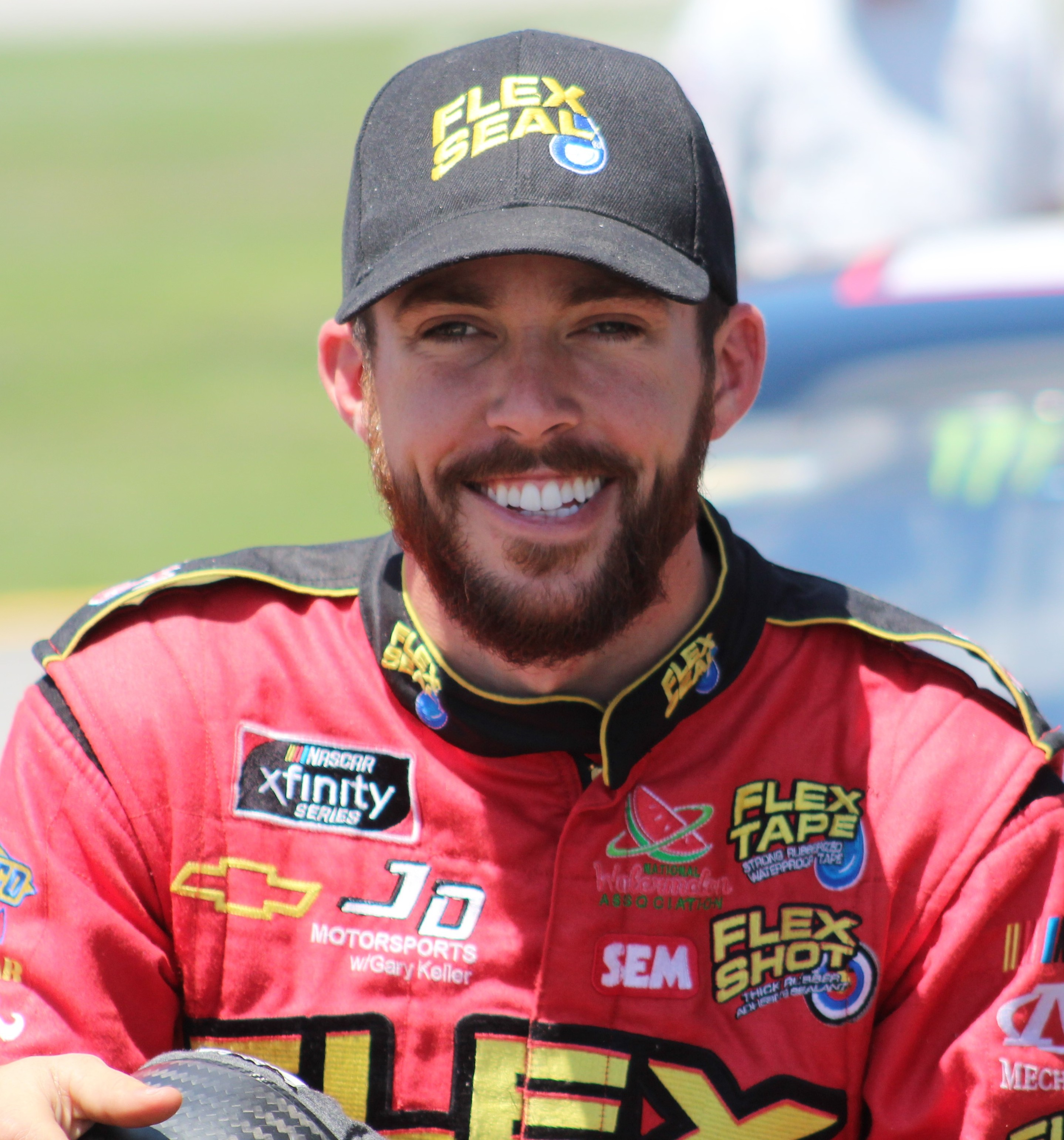
Chastain au Talladega Superspeedway en 2018.

Il est surnommé The Watermelon Man, ou simplement Melon Man en référence à l'histoire familiale celle-ci étant productrice de pastèques. Il célèbre d'ailleurs chaque victoire en explosant une pastèque au sol sur la Victory Lane (ligne d'arrivée).

## Palmarès

### Nascar Cup Series

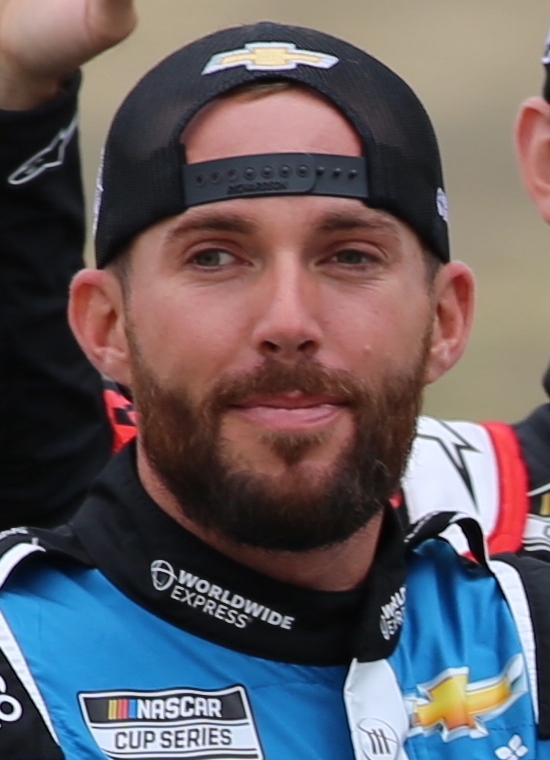
Ross Chastain au Sonoma Raceway en juin 2022.

Au 3 juin 2025, il a participé à 237 courses en neuf saisons.
- Voiture en 2025 : no 1
- Écurie : Trackhouse Racing
- Résultat saison 2024 : 19e[2]
- Meilleur classement en fin de saison : 2e en 2022
- 1re course : AAA 400 Drive for Autism 2017 (à Dover)
- Dernière course : saison 2025 en cours
- Première victoire : Texas Grand Prix 2022 (Circuit des Amériques)
- Dernière victoire : Coca-Cola 600 2025 (à Charlotte)
- Victoire(s) : 4 (Texas Grand Prix et GEICO 500 en 2022, Ally 400 et NASCAR Cup Series Championship Race en 2023, Coca-Cola 600 en 2025)
- Top5 : 37
- Top10 : 65
- Pole position : 2

| Légende  | |
| -------- | --- |
| Gras     | Pole position décerné par temps de qualification. |
| Italique | Pole position gagnés par les points au classement ou du temps d'essais. |
| *        | Plus grand nombre de tours menés. |
| 1        | Inéligible pour le titre de champion. |
| 2        | Chastain a commencé la saison 2019 en vue du classement général en Xfinity Series mais il a changé de catégorie pour devenir éligible au titre de champion de la Truck Eeries avant la course SpeedyCash.com 400 du Texas. |
| Résultats en NASCAR Cup Series[3] | Résultats en NASCAR Cup Series[3] | Résultats en NASCAR Cup Series[3] | Résultats en NASCAR Cup Series[3] | Résultats en NASCAR Cup Series[3] | Résultats en NASCAR Cup Series[3] | Résultats en NASCAR Cup Series[3] | Résultats en NASCAR Cup Series[3] | Résultats en NASCAR Cup Series[3] | Résultats en NASCAR Cup Series[3] | Résultats en NASCAR Cup Series[3] | Résultats en NASCAR Cup Series[3] | Résultats en NASCAR Cup Series[3] | Résultats en NASCAR Cup Series[3] | Résultats en NASCAR Cup Series[3] | Résultats en NASCAR Cup Series[3] | Résultats en NASCAR Cup Series[3] | Résultats en NASCAR Cup Series[3] | Résultats en NASCAR Cup Series[3] | Résultats en NASCAR Cup Series[3] | Résultats en NASCAR Cup Series[3] | Résultats en NASCAR Cup Series[3] | Résultats en NASCAR Cup Series[3] | Résultats en NASCAR Cup Series[3] | Résultats en NASCAR Cup Series[3] | Résultats en NASCAR Cup Series[3] | Résultats en NASCAR Cup Series[3] | Résultats en NASCAR Cup Series[3] | Résultats en NASCAR Cup Series[3] | Résultats en NASCAR Cup Series[3] | Résultats en NASCAR Cup Series[3] | Résultats en NASCAR Cup Series[3] | Résultats en NASCAR Cup Series[3] | Résultats en NASCAR Cup Series[3] | Résultats en NASCAR Cup Series[3] | Résultats en NASCAR Cup Series[3] | Résultats en NASCAR Cup Series[3] | Résultats en NASCAR Cup Series[3] | Résultats en NASCAR Cup Series[3] | Résultats en NASCAR Cup Series[3] | Résultats en NASCAR Cup Series[3] | Résultats en NASCAR Cup Series[3] |
| --------------------------------- | --------------------------------- | --------------------------------- | --------------------------------- | --------------------------------- | --------------------------------- | --------------------------------- | --------------------------------- | --------------------------------- | --------------------------------- | --------------------------------- | --------------------------------- | --------------------------------- | --------------------------------- | --------------------------------- | --------------------------------- | --------------------------------- | --------------------------------- | --------------------------------- | --------------------------------- | --------------------------------- | --------------------------------- | --------------------------------- | --------------------------------- | --------------------------------- | --------------------------------- | --------------------------------- | --------------------------------- | --------------------------------- | --------------------------------- | --------------------------------- | --------------------------------- | --------------------------------- | --------------------------------- | --------------------------------- | --------------------------------- | --------------------------------- | --------------------------------- | --------------------------------- | --------------------------------- | --------------------------------- | --------------------------------- |
| Année                             | Équipe                            | No.                               | Constructeur                      | 1                                 | 2                                 | 3                                 | 4                                 | 5                                 | 6                                 | 7                                 | 8                                 | 9                                 | 10                                | 11                                | 12                                | 13                                | 14                                | 15                                | 16                                | 17                                | 18                                | 19                                | 20                                | 21                                | 22                                | 23                                | 24                                | 25                                | 26                                | 27                                | 28                                | 29                                | 30                                | 31                                | 32                                | 33                                | 34                                | 35                                | 36                                | Clas.                             | Pts                               |
| 2017                              | Premium Motorsports (en)          | 15                                | Chevrolet                         | DAY                               | ATL                               | LVS                               | PHO                               | CAL                               | MAR                               | TEX                               | BRI                               | RCH                               | TAL                               | KAN                               | CLT                               | DOV 20                            | POC                               | MCH                               | SON                               | DAY                               | KEN                               | NHA                               | IND                               | POC                               | GLN                               | MCH                               | BRI                               | DAR                               | RCH                               | CHI                               | NHA                               | DOV 38                            | CLT                               | TAL                               | KAN                               | MAR                               | TEX                               | PHO                               | HOM                               | 54e                               | 01                                |
| 2018                              | Premium Motorsports (en)          | 15                                | Chevrolet                         | DAY                               | ATL 30                            | LVS 29                            | PHO 27                            | CAL 29                            | MAR 29                            | TEX 18                            | BRI 39                            | RCH 28                            | TAL 25                            | DOV 28                            | KAN 26                            | CLT 24                            | POC 28                            | MCH 26                            | SON                               | CHI 30                            | DAY 21                            | KEN 28                            | NHA 25                            | POC 35                            | GLN 32                            | MCH 35                            | BRI 26                            | DAR 28                            | IND 26                            | LVS 20                            | RCH 33                            |                                   | DOV 37                            | TAL 24                            | KAN 39                            | MAR 29                            | TEX 32                            | PHO 24                            | HOM 33                            | 58e                               | 01                                |
| 2018                              | Premium Motorsports (en)          | 7                                 | Chevrolet                         |                                   |                                   |                                   |                                   |                                   |                                   |                                   |                                   |                                   |                                   |                                   |                                   |                                   |                                   |                                   |                                   |                                   |                                   |                                   |                                   |                                   |                                   |                                   |                                   |                                   |                                   |                                   |                                   | CLT 24                            |                                   |                                   |                                   |                                   |                                   |                                   |                                   | 58e                               | 01                                |
| 2019                              | Premium Motorsports (en)          | 15                                | Chevrolet                         | DAY 10                            | ATL 31                            | LVS 33                            | PHO 27                            | CAL 28                            | MAR 34                            | TEX 29                            | BRI 29                            | RCH 30                            | TAL 26                            | DOV 30                            | KAN 31                            | CLT 36                            | POC 24                            | MCH                               | SON 33                            | CHI 26                            |                                   | KEN 31                            | NHA 25                            | POC 30                            | GLN 27                            | MCH 29                            | BRI 26                            | DAR 28                            | IND 22                            | LVS 31                            | RCH 36                            | CLT 22                            | DOV 31                            | TAL 12                            | KAN 27                            | MAR 29                            |                                   | PHO 28                            |                                   | 44e                               | 01                                |
| 2019                              | Premium Motorsports (en)          | 27                                | Chevrolet                         |                                   |                                   |                                   |                                   |                                   |                                   |                                   |                                   |                                   |                                   |                                   |                                   |                                   |                                   |                                   |                                   |                                   | DAY 30                            |                                   |                                   |                                   |                                   |                                   |                                   |                                   |                                   |                                   |                                   |                                   |                                   |                                   |                                   |                                   | TEX 31                            |                                   | HOM 35                            | 44e                               | 01                                |
| 2020                              | Spire Motorsports (en)            | 77                                | Chevrolet                         | DAY 25                            |                                   |                                   |                                   |                                   |                                   | CLT 21                            | CLT                               | BRI                               | ATL                               | MAR                               | HOM                               | TAL                               | POC                               | POC                               | IND 17                            | KEN                               | TEX                               | KAN                               | NHA                               | MCH                               | MCH                               | DAY                               | DOV                               | DOV                               | DAY 16                            | DAR 29                            | RCH                               | BRI                               | LVS                               | TAL                               | CLT                               | KAN                               | TEX                               | MAR                               | PHO                               | 43e                               | 01                                |
| 2020                              | Roush Fenway Racing               | 6                                 | Ford                              |                                   | LVS 27                            | CAL 17                            | PHO 23                            | DAR                               | DAR                               |                                   |                                   |                                   |                                   |                                   |                                   |                                   |                                   |                                   |                                   |                                   |                                   |                                   |                                   |                                   |                                   |                                   |                                   |                                   |                                   |                                   |                                   |                                   |                                   |                                   |                                   |                                   |                                   |                                   |                                   | 43e                               | 01                                |
| 2021                              | Chip Ganassi Racing               | 42                                | Chevrolet                         | DAY 7                             | DAY 39                            | HOM 17                            | LVS 23                            | PHO 19                            | ATL 14                            | BRI 35                            | MAR 17                            | RCH 15                            | TAL 16                            | KAN 14                            | DAR 15                            | DOV 15                            | COA 4                             | CLT 37                            | SON 7                             | NSH 2                             | POC 33                            | POC 26                            | ROA 7                             | ATL 21                            | NHA 8                             | GLN 12                            | IND 29                            | MCH 35                            | DAY 18                            | DAR 3                             | RCH 7                             | BRI 14                            | LVS 23                            | TAL 33                            | CLT 23                            | TEX 28                            | KAN 13                            | MAR 27                            | PHO 14                            | 20e                               | 729                               |
| 2022                              | Trackhouse Racing Team (en)       | 1                                 | Chevrolet                         | DAY 40                            | CAL 29                            | LVS 3*                            | PHO 2                             | ATL 2                             | COA 1*                            | RCH 19                            | MAR 5                             | BRI 33                            | TAL 1                             | DOV 3                             | DAR 30                            | KAN 7                             | CLT 15*                           | GTW 8                             | SON 7                             | NSH 5                             | ROA 4                             | ATL 2                             | NHA 8                             | POC 32                            | IND 27                            | MCH 24                            | RCH 18                            | GLN 21                            | DAY 33                            | DAR 20                            | KAN 7                             | BRI 6                             | TEX 13                            | TAL 4*                            | CLT 37                            | LVS 2*                            | HOM 2                             | MAR 4                             | PHO 3                             | 2e                                | 5034                              |
| 2023                              | Trackhouse Racing Team (en)       | 1                                 | Chevrolet                         | DAY 9                             | CAL 3*                            | LVS 12                            | PHO 24                            | ATL 13                            | COA 4                             | RCH 3                             | BRD 28                            | MAR 13                            | TAL 23                            | DOV 2                             | KAN 5                             | DAR 29                            | CLT 22                            | GTW 22                            | SON 10                            | NSH 1*                            | CSC 22                            | ATL 35                            | NHA 23                            | POC 13                            | RCH 24                            | MCH 7                             | IRC 17                            | GLN 18                            | DAY 17                            | DAR 5                             | KAN 13                            | BRI 23                            | TEX 2                             | TAL 37                            | ROV 10                            | LVS 5                             | HOM 31                            | MAR 14                            | PHO 1*                            | 9e                                | 2299                              |
| 2024                              | Trackhouse Racing Team (en)       | 1                                 | Chevrolet                         | DAY 21                            | ATL 7                             | LVS 4                             | PHO 6                             | BRI 15                            | COA 7                             | RCH 15                            | MAR 14                            | TEX 32                            | TAL 13                            | DOV 12                            | KAN 19                            | DAR 11                            | CLT 8                             | GTW 12                            | SON 5                             | IOW 11                            | NHA 10                            | NSH 33                            | CSC 22                            | POC 36                            | IND 15                            | RCH 5                             | MCH 25                            | DAY 12                            | DAR 5                             | ATL 13                            | GLN 4*                            | BRI 10                            | KAN 1                             | TAL 40                            | ROV 28                            | LVS 7                             | HOM 33                            | MAR 8                             | PHO 19                            | 19e                               | 852                               |
| 2025                              | Trackhouse Racing Team (en)       | 1                                 | Chevrolet                         | DAY 40                            | ATL 8                             | COA 12                            | PHO 11                            | LVS 5                             | HOM 31                            | MAR 6                             | DAR 7                             | BRI 7                             | TAL 20                            | TEX 2                             | KAN 18                            | CLT 1                             | NSH 11                            | MCH                               | MXC                               | POC                               | ATL                               | CSC                               | SON                               | DOV                               | IND                               | IOW                               | GLN                               | RCH                               | DAY                               | DAR                               | GTW                               | BRI                               | NHA                               | KAN                               | ROV                               | LVS                               | TAL                               | MAR                               | PHO                               | -*                                | -*                                |
| Résultats au Daytona 500[4] | Résultats au Daytona 500[4] | Résultats au Daytona 500[4] | Résultats au Daytona 500[4] | Résultats au Daytona 500[4] |
| --------------------------- | --------------------------- | --------------------------- | --------------------------- | --------------------------- |
| Année                       | L'équipe                    | Fabricant                   | Position au                 | Position au                 |
| Année                       | L'équipe                    | Fabricant                   | Départ                      | Arrivée                     |
| 2019                        | Premium Motorsports (en)    | Chevrolet                   | 36                          | 10                          |
| 2020                        | Spire Motorsports (en)      | Chevrolet                   | 20                          | 25                          |
| 2021                        | Chip Ganassi Racing         | Chevrolet                   | 34                          | 7                           |
| 2022                        | Trackhouse Racing Team (en) | Chevrolet                   | 19                          | 40                          |
| 2023                        | Trackhouse Racing Team (en) | Chevrolet                   | 23                          | 9                           |
| 2025                        | Trackhouse Racing Team (en) | Chevrolet                   | 21                          | 21                          |
| 2025                        | Trackhouse Racing Team (en) | Chevrolet                   | 9                           | 40                          |

### Nascar Xfinity Series
Au 3 juin 2025, il a participé à 211 courses sur douze saisons  :
- Voiture en 2025 : no 9
- Écurie : JR Motorsports
- Classement 2024 : 86e
- Meilleur classement en fin de saison : 7e en 2020
- 1re course : History 300 en 2014 (à Charlotte)
- Dernière course : Tennessee Lottery 250 en 2025 (à Nashville)
- 1re victoire : DC Solar 300 en 2018 (à Las Vegas)
- Dernière victoire : Circle K Firecracker 250 en 2019 (à Daytona)
- Victoire(s) : 2
- Top5 : 26
- Top10 : 56
- Pole position : 1

| Légende  | |
| -------- | --- |
| Gras     | Pole position décerné par temps de qualification. |
| Italique | Pole position gagnés par les points au classement ou du temps d'essais. |
| *        | Plus grand nombre de tours menés. |
| 1        | Inéligible pour le titre de champion. |
| 2        | Chastain a commencé la saison 2019 en vue du classement général en Xfinity Series mais il a changé de catégorie pour devenir éligible au titre de champion de la Truck Eeries avant la course SpeedyCash.com 400 du Texas. |
| Résultats en NASCAR Xfinity Series[5] | Résultats en NASCAR Xfinity Series[5] | Résultats en NASCAR Xfinity Series[5]     | Résultats en NASCAR Xfinity Series[5]     | Résultats en NASCAR Xfinity Series[5]     | Résultats en NASCAR Xfinity Series[5]     | Résultats en NASCAR Xfinity Series[5]     | Résultats en NASCAR Xfinity Series[5]     | Résultats en NASCAR Xfinity Series[5]     | Résultats en NASCAR Xfinity Series[5]     | Résultats en NASCAR Xfinity Series[5]     | Résultats en NASCAR Xfinity Series[5]     | Résultats en NASCAR Xfinity Series[5]     | Résultats en NASCAR Xfinity Series[5]     | Résultats en NASCAR Xfinity Series[5]     | Résultats en NASCAR Xfinity Series[5]     | Résultats en NASCAR Xfinity Series[5]     | Résultats en NASCAR Xfinity Series[5]     | Résultats en NASCAR Xfinity Series[5]     | Résultats en NASCAR Xfinity Series[5]     | Résultats en NASCAR Xfinity Series[5]     | Résultats en NASCAR Xfinity Series[5]     | Résultats en NASCAR Xfinity Series[5]     | Résultats en NASCAR Xfinity Series[5]     | Résultats en NASCAR Xfinity Series[5]     | Résultats en NASCAR Xfinity Series[5]     | Résultats en NASCAR Xfinity Series[5]     | Résultats en NASCAR Xfinity Series[5]     | Résultats en NASCAR Xfinity Series[5]     | Résultats en NASCAR Xfinity Series[5]     | Résultats en NASCAR Xfinity Series[5]     | Résultats en NASCAR Xfinity Series[5]     | Résultats en NASCAR Xfinity Series[5]     | Résultats en NASCAR Xfinity Series[5]     | Résultats en NASCAR Xfinity Series[5]     | Résultats en NASCAR Xfinity Series[5]     | Résultats en NASCAR Xfinity Series[5]     | Résultats en NASCAR Xfinity Series[5]     | Résultats en NASCAR Xfinity Series[5]     |
| ------------------------------------- | ------------------------------------- | ----------------------------------------- | ----------------------------------------- | ----------------------------------------- | ----------------------------------------- | ----------------------------------------- | ----------------------------------------- | ----------------------------------------- | ----------------------------------------- | ----------------------------------------- | ----------------------------------------- | ----------------------------------------- | ----------------------------------------- | ----------------------------------------- | ----------------------------------------- | ----------------------------------------- | ----------------------------------------- | ----------------------------------------- | ----------------------------------------- | ----------------------------------------- | ----------------------------------------- | ----------------------------------------- | ----------------------------------------- | ----------------------------------------- | ----------------------------------------- | ----------------------------------------- | ----------------------------------------- | ----------------------------------------- | ----------------------------------------- | ----------------------------------------- | ----------------------------------------- | ----------------------------------------- | ----------------------------------------- | ----------------------------------------- | ----------------------------------------- | ----------------------------------------- | ----------------------------------------- | ----------------------------------------- |
| Année                                 | Équipe                                | No.                                       | Constructeur                              | 1                                         | 2                                         | 3                                         | 4                                         | 5                                         | 6                                         | 7                                         | 8                                         | 9                                         | 10                                        | 11                                        | 12                                        | 13                                        | 14                                        | 15                                        | 16                                        | 17                                        | 18                                        | 19                                        | 20                                        | 21                                        | 22                                        | 23                                        | 24                                        | 25                                        | 26                                        | 27                                        | 28                                        | 29                                        | 30                                        | 31                                        | 32                                        | 33                                        | Clas.                                     | Pts                                       |
| 2014                                  | Viva Motorsports (en)                 | 55                                        | Chevrolet                                 | DAY                                       | PHO                                       | LVS                                       | BRI                                       | CAL                                       | TEX                                       | DAR                                       | RCH                                       | TAL                                       | IOW                                       | CLT 18                                    | DOV                                       |                                           |                                           |                                           | DAY 29                                    | NHA                                       | CHI                                       | IND                                       | IOW                                       | GLN                                       | MOH                                       | BRI                                       | ATL                                       | RCH                                       |                                           |                                           |                                           |                                           |                                           |                                           |                                           |                                           | 96e                                       | 01                                        |
| 2014                                  | Hattori Racing Enterprises (en)       | 80                                        | Toyota                                    |                                           |                                           |                                           |                                           |                                           |                                           |                                           |                                           |                                           |                                           |                                           |                                           | MCH 12                                    | ROA                                       | KEN                                       |                                           |                                           |                                           |                                           |                                           |                                           |                                           |                                           |                                           |                                           | CHI 19                                    | KEN 10                                    | DOV                                       | KAN                                       | CLT 21                                    | TEX                                       | PHO                                       |                                           | 96e                                       | 01                                        |
| 2014                                  | TriStar Motorsports (en)              | 10                                        | Toyota                                    |                                           |                                           |                                           |                                           |                                           |                                           |                                           |                                           |                                           |                                           |                                           |                                           |                                           |                                           |                                           |                                           |                                           |                                           |                                           |                                           |                                           |                                           |                                           |                                           |                                           |                                           |                                           |                                           |                                           |                                           |                                           |                                           | HOM 14                                    | 96e                                       | 01                                        |
| 2015                                  | JD Motorsports (en)                   | 4                                         | Chevrolet                                 | DAY 9                                     | ATL 24                                    | LVS 18                                    | PHO 27                                    | CAL 17                                    | TEX 21                                    | BRI 27                                    | RCH 17                                    | TAL 25                                    | IOW 32                                    | CLT 31                                    | DOV 16                                    | MCH 21                                    |                                           | DAY 10                                    | KEN 20                                    | NHA 37                                    | IND 22                                    | IOW 10                                    | GLN 17                                    | MOH 19                                    | BRI 17                                    |                                           | DAR 10                                    | RCH 15                                    | CHI 16                                    | KEN 18                                    | DOV 37                                    | CLT 24                                    | KAN 14                                    | TEX 16                                    | PHO 19                                    | HOM 19                                    | 15e                                       | 785                                       |
| 2015                                  | JD Motorsports (en)                   | 01                                        | Chevrolet                                 |                                           |                                           |                                           |                                           |                                           |                                           |                                           |                                           |                                           |                                           |                                           |                                           | CHI 18                                    |                                           |                                           |                                           |                                           |                                           |                                           |                                           |                                           | ROA 27                                    |                                           |                                           |                                           |                                           |                                           |                                           |                                           |                                           |                                           |                                           |                                           | 15e                                       | 785                                       |
| 2016                                  | JD Motorsports (en)                   | 4                                         | Chevrolet                                 | DAY 22                                    | ATL 28                                    | LVS 16                                    | PHO 24                                    | CAL 19                                    | TEX 21                                    | BRI 22                                    | RCH 18                                    | TAL 16                                    | DOV 20                                    | CLT 17                                    | POC 19                                    | MCH 16                                    | IOW 14                                    | DAY 11                                    | KEN 22                                    | NHA 31                                    | IND 21                                    | IOW 18                                    | GLN 14                                    | MOH 14                                    | BRI 32                                    | ROA 33                                    | DAR 29                                    | RCH 24                                    | CHI 39                                    | KEN 19                                    | DOV 12                                    | CLT 21                                    | KAN 13                                    | TEX 21                                    | PHO 20                                    | HOM 22                                    | 16e                                       | 670                                       |
| 2017                                  | JD Motorsports (en)                   | 4                                         | Chevrolet                                 | DAY 16                                    | ATL 25                                    | LVS 25                                    | PHO 22                                    | CAL 37                                    | TEX 23                                    | BRI 31                                    | RCH 38                                    | TAL 19                                    | CLT 15                                    | DOV 21                                    | POC 24                                    | MCH 19                                    | IOW 4                                     | DAY 6                                     | KEN 20                                    | NHA 19                                    | IND 16                                    | IOW 18                                    | GLN 19                                    | MOH 15                                    | BRI 15                                    | ROA 13                                    | DAR 14                                    | RCH 28                                    | CHI 22                                    | KEN 21                                    | DOV 12                                    | CLT 14                                    | KAN 17                                    | TEX 19                                    | PHO 19                                    | HOM 17                                    | 13e                                       | 595                                       |
| 2018                                  | JD Motorsports (en)                   | 4                                         | Chevrolet                                 | DAY 9                                     | ATL 16                                    | LVS 18                                    | PHO 19                                    | CAL 10                                    | TEX 28                                    | BRI 9                                     | RCH 18                                    | TAL 34                                    | DOV 16                                    | CLT 26                                    | POC 11                                    | MCH 14                                    | IOW 19                                    | CHI 13                                    | DAY 10                                    | KEN 17                                    | NHA 26                                    | IOW 4                                     | GLN 20                                    | MOH 16                                    | BRI 12                                    | ROA 7                                     |                                           | IND 12                                    |                                           |                                           | CLT 12                                    | DOV 13                                    | KAN 25                                    | TEX 11                                    | PHO 15                                    | HOM 16                                    | 10e                                       | 2184                                      |
| 2018                                  | Chip Ganassi Racing                   | 42                                        | Chevrolet                                 |                                           |                                           |                                           |                                           |                                           |                                           |                                           |                                           |                                           |                                           |                                           |                                           |                                           |                                           |                                           |                                           |                                           |                                           |                                           |                                           |                                           |                                           |                                           | DAR 25*                                   |                                           | LVS 1*                                    | RCH 2                                     |                                           |                                           |                                           |                                           |                                           |                                           | 10e                                       | 2184                                      |
| 2019                                  | Kaulig Racing (en)                    | 10                                        | Chevrolet                                 | DAY 13                                    |                                           |                                           |                                           |                                           |                                           |                                           |                                           | TAL 30                                    |                                           |                                           |                                           |                                           |                                           | CHI 8                                     |                                           |                                           |                                           |                                           |                                           |                                           |                                           |                                           |                                           |                                           |                                           |                                           |                                           |                                           | KAN 10                                    | TEX 2                                     | PHO                                       | HOM                                       | 80e                                       | 02                                        |
| 2019                                  | JD Motorsports (en)                   | 4                                         | Chevrolet                                 |                                           | ATL 14                                    | LVS 7                                     | PHO 17                                    | CAL 18                                    | TEX 16                                    | BRI 33                                    | RCH 11                                    |                                           | DOV 12                                    | CLT 11                                    | POC 14                                    | MCH 14                                    | IOW                                       |                                           |                                           |                                           |                                           |                                           | GLN 33                                    | MOH                                       | BRI                                       | ROA                                       | DAR                                       | IND                                       | LVS                                       | RCH                                       | CLT                                       | DOV 13                                    |                                           |                                           |                                           |                                           | 80e                                       | 02                                        |
| 2019                                  | Kaulig Racing (en)                    | 16                                        | Chevrolet                                 |                                           |                                           |                                           |                                           |                                           |                                           |                                           |                                           |                                           |                                           |                                           |                                           |                                           |                                           |                                           | DAY 1*                                    | KEN                                       |                                           |                                           |                                           |                                           |                                           |                                           |                                           |                                           |                                           |                                           |                                           |                                           |                                           |                                           |                                           |                                           | 80e                                       | 02                                        |
| 2019                                  | B. J. McLeod Motorsports (en)         | 78                                        | Chevrolet                                 |                                           |                                           |                                           |                                           |                                           |                                           |                                           |                                           |                                           |                                           |                                           |                                           |                                           |                                           |                                           |                                           |                                           | NHA QL†                                   | IOW                                       |                                           |                                           |                                           |                                           |                                           |                                           |                                           |                                           |                                           |                                           |                                           |                                           |                                           |                                           | 80e                                       | 02                                        |
| 2020                                  | Kaulig Racing (en)                    | 10                                        | Chevrolet                                 | DAY DNQ                                   | LVS 10                                    | CAL 8                                     | PHO 9                                     | DAR 8                                     | CLT 4                                     | BRI 28                                    | ATL 7                                     | HOM 9                                     | HOM 3                                     | TAL 2*                                    | POC 2*                                    | IND 6                                     | KEN 3                                     | KEN 4                                     | TEX 9                                     | KAN 5                                     | ROA 7                                     | DAY 36                                    | DOV 3                                     | DOV 2                                     | DAY 6                                     | DAR 2                                     | RIC 5                                     | RCH 3                                     | BRI 2                                     | LVS 16                                    | TAL 6                                     | CLT 5                                     | KAN 12                                    | TEX 16                                    | MAR 5                                     | PHO 7                                     | 7e                                        | 2070                                      |
| 2020                                  | RSS Racing (en)                       | 38                                        | Chevrolet                                 | DAY 22                                    |                                           |                                           |                                           |                                           |                                           |                                           |                                           |                                           |                                           |                                           |                                           |                                           |                                           |                                           |                                           |                                           |                                           |                                           |                                           |                                           |                                           |                                           |                                           |                                           |                                           |                                           |                                           |                                           |                                           |                                           |                                           |                                           | 7e                                        | 2070                                      |
| 2021                                  | SS-Green Light Racing (en)            | 07                                        | Chevrolet                                 | DAY                                       | DAY                                       | HOM                                       | LVS                                       | PHO                                       | ATL                                       | MAR                                       | TAL                                       | DAR                                       | DOV                                       | COA 30                                    | CLT                                       | MOH                                       | TEX                                       | NSH                                       | POC                                       | ROA                                       | ATL                                       | NHA                                       | GLN                                       | IND                                       | MCH                                       | DAY                                       | DAR                                       | RCH                                       | BRI                                       | LVS                                       | TAL                                       | CLT                                       | TEX                                       | KAN                                       | MAR                                       | PHO                                       | 100e                                      | 01                                        |
| 2022                                  | DGM Racing (en)                       | 92                                        | Chevrolet                                 | DAY                                       | CAL                                       | LVS                                       | PHO                                       | ATL                                       | COA 17                                    | RCH                                       | MAR                                       | TAL                                       | DOV                                       | DAR                                       | TEX                                       | CLT                                       | PIR                                       | NSH                                       | ROA                                       | ATL                                       | NHA                                       | POC                                       | IND 4                                     | MCH                                       | GLN 28                                    | DAY                                       |                                           |                                           |                                           |                                           |                                           |                                           |                                           |                                           |                                           |                                           | 81e                                       | 01                                        |
| 2022                                  | Big Machine Racing (en)               | 48                                        | Chevrolet                                 |                                           |                                           |                                           |                                           |                                           |                                           |                                           |                                           |                                           |                                           |                                           |                                           |                                           |                                           |                                           |                                           |                                           |                                           |                                           |                                           |                                           |                                           |                                           | DAR 15                                    | KAN 5                                     | BRI                                       | TEX                                       | TAL                                       | CLT                                       | LVS                                       | HOM                                       | MAR                                       | PHO                                       | 81e                                       | 01                                        |
| 2023                                  | DGM Racing (en)                       | 92                                        | Chevrolet                                 | DAY                                       | CAL 28                                    | LVS                                       | PHO                                       | ATL                                       | COA                                       | RCH                                       | MAR                                       | TAL                                       | DOV                                       | DAR 19                                    | CLT                                       | PIR                                       | SON 18                                    | NSH                                       | CSC                                       | ATL                                       | NHA                                       | POC                                       | ROA                                       |                                           | IRC 37                                    | GLN 4                                     | DAY                                       | DAR 23                                    | KAN                                       | BRI                                       | TEX                                       | ROV                                       | LVS                                       | HOM                                       | MAR                                       | PHO                                       | 80e                                       | 01                                        |
| 2023                                  | Kaulig Racing (en)                    | 10                                        | Chevrolet                                 |                                           |                                           |                                           |                                           |                                           |                                           |                                           |                                           |                                           |                                           |                                           |                                           |                                           |                                           |                                           |                                           |                                           |                                           |                                           |                                           | MCH 7                                     |                                           |                                           |                                           |                                           |                                           |                                           |                                           |                                           |                                           |                                           |                                           |                                           | 80e                                       | 01                                        |
| 2024                                  | DGM Racing                            | 92                                        | Chevrolet                                 | DAY                                       | ATL                                       | LVS                                       | PHO                                       | COA                                       | RCH                                       | MAR                                       | TEX                                       | TAL                                       | DOV                                       | DAR                                       | CLT                                       | PIR                                       | SON                                       | IOW 9                                     | NHA                                       | NSH 27                                    | CSC                                       | POC                                       | IND                                       | MCH                                       | DAY                                       | DAR 12                                    | ATL                                       | GLN 6                                     | BRI                                       | KAN                                       | TAL                                       | ROV                                       | LVS                                       | HOM                                       | MAR                                       | PHO                                       | 86e                                       | 01                                        |
| 2025                                  | JR Motorsports                        | 9                                         | Chevrolet                                 | DAY                                       | ATL                                       | COA 8                                     | PHO                                       | LVS                                       | HOM                                       | MAR                                       | DAR 4                                     | BRI                                       | CAR                                       | TAL                                       | TEX                                       | CLT                                       | NSH 5                                     | MXC                                       | POC                                       | ATL                                       | CSC                                       | SON                                       | DOV                                       | IND                                       | IOW                                       | GLN                                       | DAY                                       | PIR                                       | GTW                                       | BRI                                       | KAN                                       | ROV                                       | LVS                                       | TAL                                       | MAR                                       | PHO                                       | -*                                        | -*                                        |
| Légende :                             | Légende :                             | † = Qualifié pour le pilote Vinnie Miller | † = Qualifié pour le pilote Vinnie Miller | † = Qualifié pour le pilote Vinnie Miller | † = Qualifié pour le pilote Vinnie Miller | † = Qualifié pour le pilote Vinnie Miller | † = Qualifié pour le pilote Vinnie Miller | † = Qualifié pour le pilote Vinnie Miller | † = Qualifié pour le pilote Vinnie Miller | † = Qualifié pour le pilote Vinnie Miller | † = Qualifié pour le pilote Vinnie Miller | † = Qualifié pour le pilote Vinnie Miller | † = Qualifié pour le pilote Vinnie Miller | † = Qualifié pour le pilote Vinnie Miller | † = Qualifié pour le pilote Vinnie Miller | † = Qualifié pour le pilote Vinnie Miller | † = Qualifié pour le pilote Vinnie Miller | † = Qualifié pour le pilote Vinnie Miller | † = Qualifié pour le pilote Vinnie Miller | † = Qualifié pour le pilote Vinnie Miller | † = Qualifié pour le pilote Vinnie Miller | † = Qualifié pour le pilote Vinnie Miller | † = Qualifié pour le pilote Vinnie Miller | † = Qualifié pour le pilote Vinnie Miller | † = Qualifié pour le pilote Vinnie Miller | † = Qualifié pour le pilote Vinnie Miller | † = Qualifié pour le pilote Vinnie Miller | † = Qualifié pour le pilote Vinnie Miller | † = Qualifié pour le pilote Vinnie Miller | † = Qualifié pour le pilote Vinnie Miller | † = Qualifié pour le pilote Vinnie Miller | † = Qualifié pour le pilote Vinnie Miller | † = Qualifié pour le pilote Vinnie Miller | † = Qualifié pour le pilote Vinnie Miller | † = Qualifié pour le pilote Vinnie Miller | † = Qualifié pour le pilote Vinnie Miller | † = Qualifié pour le pilote Vinnie Miller | † = Qualifié pour le pilote Vinnie Miller |

### Truck Series
Au 3 juin 2025, il a participé à 114 courses sur quinze saisons  :
- Voiture en 2025 : 44
- Écurie : Niece Motorsports
- Saison 2024 : 80e
- Meilleur classement en fin de saison : 2e en 2019
- 1re course : AAA Insurance 200 en 2011 (à IRP)
- Dernière course : North Carolina Education Lottery 200 en 2025 (à Charlotte)
- 1re victoire : Digital Ally 250 en 2019 (à Pocono)
- Dernière victoire : Buckle Up South Carolina 200 en 2024 (à Darlington)
- Victoire(s) : 5
- Top5 : 25
- Top10 : 52
- Pole position : 4

| Légende  | |
| -------- | --- |
| Gras     | Pole position décerné par temps de qualification. |
| Italique | Pole position gagnés par les points au classement ou du temps d'essais. |
| *        | Plus grand nombre de tours menés. |
| 1        | Inéligible pour le titre de champion. |
| 2        | Chastain a commencé la saison 2019 en vue du classement général en Xfinity Series mais il a changé de catégorie pour devenir éligible au titre de champion de la Truck Eeries avant la course SpeedyCash.com 400 du Texas. |
| Résultats en NASCAR Camping World Truck Series | Résultats en NASCAR Camping World Truck Series | Résultats en NASCAR Camping World Truck Series | Résultats en NASCAR Camping World Truck Series | Résultats en NASCAR Camping World Truck Series | Résultats en NASCAR Camping World Truck Series | Résultats en NASCAR Camping World Truck Series | Résultats en NASCAR Camping World Truck Series | Résultats en NASCAR Camping World Truck Series | Résultats en NASCAR Camping World Truck Series | Résultats en NASCAR Camping World Truck Series | Résultats en NASCAR Camping World Truck Series | Résultats en NASCAR Camping World Truck Series | Résultats en NASCAR Camping World Truck Series | Résultats en NASCAR Camping World Truck Series | Résultats en NASCAR Camping World Truck Series | Résultats en NASCAR Camping World Truck Series | Résultats en NASCAR Camping World Truck Series | Résultats en NASCAR Camping World Truck Series | Résultats en NASCAR Camping World Truck Series | Résultats en NASCAR Camping World Truck Series | Résultats en NASCAR Camping World Truck Series | Résultats en NASCAR Camping World Truck Series | Résultats en NASCAR Camping World Truck Series | Résultats en NASCAR Camping World Truck Series | Résultats en NASCAR Camping World Truck Series | Résultats en NASCAR Camping World Truck Series | Résultats en NASCAR Camping World Truck Series | Résultats en NASCAR Camping World Truck Series | Résultats en NASCAR Camping World Truck Series | Résultats en NASCAR Camping World Truck Series |
| ---------------------------------------------- | ---------------------------------------------- | ---------------------------------------------- | ---------------------------------------------- | ---------------------------------------------- | ---------------------------------------------- | ---------------------------------------------- | ---------------------------------------------- | ---------------------------------------------- | ---------------------------------------------- | ---------------------------------------------- | ---------------------------------------------- | ---------------------------------------------- | ---------------------------------------------- | ---------------------------------------------- | ---------------------------------------------- | ---------------------------------------------- | ---------------------------------------------- | ---------------------------------------------- | ---------------------------------------------- | ---------------------------------------------- | ---------------------------------------------- | ---------------------------------------------- | ---------------------------------------------- | ---------------------------------------------- | ---------------------------------------------- | ---------------------------------------------- | ---------------------------------------------- | ---------------------------------------------- | ---------------------------------------------- | ---------------------------------------------- |
| Année                                          | Équipe                                         | No.                                            | Constructeur                                   | 1                                              | 2                                              | 3                                              | 4                                              | 5                                              | 6                                              | 7                                              | 8                                              | 9                                              | 10                                             | 11                                             | 12                                             | 13                                             | 14                                             | 15                                             | 16                                             | 17                                             | 18                                             | 19                                             | 20                                             | 21                                             | 22                                             | 23                                             | 24                                             | 25                                             | Clas.                                          | Pts                                            |
| 2011                                           | Turn One Racing (en)                           | 66                                             | Chevrolet                                      | DAY                                            | PHO                                            | DAR                                            | MAR                                            | NSH                                            | DOV                                            | CLT                                            | KAN                                            | TEX                                            | KEN                                            | IOW                                            | NSH                                            | IRP 10                                         | POC                                            | MCH                                            | BRI 19                                         | ATL                                            | CHI                                            | NHA                                            | KEN 22                                         | LVS                                            | TAL                                            | MAR                                            | TEX 16                                         |                                                | 34e                                            | 126[6]                                         |
| 2011                                           | Panhandle Motorsports                          | 20                                             | Chevrolet                                      |                                                |                                                |                                                |                                                |                                                |                                                |                                                |                                                |                                                |                                                |                                                |                                                |                                                |                                                |                                                |                                                |                                                |                                                |                                                |                                                |                                                |                                                |                                                |                                                | HOM DNQ                                        | 34e                                            | 126[6]                                         |
| 2011                                           | RSS Racing (en)                                | 93                                             | Chevrolet                                      |                                                |                                                |                                                |                                                |                                                |                                                |                                                |                                                |                                                |                                                |                                                |                                                |                                                |                                                |                                                |                                                |                                                |                                                |                                                |                                                |                                                |                                                |                                                |                                                | HOM 27                                         | 34e                                            | 126[6]                                         |
| 2012                                           | SS-Green Light Racing (en)                     | 08                                             | Toyota                                         | DAY 28                                         | MAR 7                                          | CAR 25                                         | KAN 34                                         | CLT 35                                         | DOV 15                                         | TEX 16                                         | KEN 33                                         | IOW 16                                         | CHI 13                                         | POC 10                                         | MCH 18                                         | BRI 3                                          | ATL 20                                         | IOW 11                                         | KEN 28                                         | LVS 25                                         | TAL 34                                         | MAR 23                                         | TEX 31                                         |                                                | HOM 10                                         |                                                |                                                |                                                | 17e                                            | 502[7]                                         |
| 2012                                           | SS-Green Light Racing (en)                     | 07                                             | Chevrolet                                      |                                                |                                                |                                                |                                                |                                                |                                                |                                                |                                                |                                                |                                                |                                                |                                                |                                                |                                                |                                                |                                                |                                                |                                                |                                                |                                                | PHO 33                                         |                                                |                                                |                                                |                                                | 17e                                            | 502[7]                                         |
| 2013                                           | Brad Keselowski Racing (en)                    | 19                                             | Ford                                           | DAY 14                                         | MAR 20                                         | CAR                                            | KAN                                            | CLT 9                                          | DOV 16                                         | TEX 13                                         | KEN                                            | IOW 13                                         | ELD                                            | POC 5                                          | MCH                                            | BRI                                            | MSP 7                                          | IOW 2*                                         | CHI                                            | LVS 14                                         | TAL 3                                          | MAR 14                                         | TEX                                            | PHO 2                                          | HOM 8                                          |                                                |                                                |                                                | 18e                                            | 484[8]                                         |
| 2014                                           | RBR Enterprises (en)                           | 92                                             | Ford                                           | DAY 30                                         | MAR 14                                         | KAN                                            | CLT                                            | DOV                                            | TEX                                            | GTW                                            | KEN                                            | IOW                                            | ELD                                            | POC                                            | MCH                                            | BRI                                            | MSP                                            | CHI                                            | NHA                                            | LVS                                            | TAL                                            | MAR                                            | TEX                                            | PHO                                            |                                                |                                                |                                                |                                                | 45e                                            | 77[9]                                          |
| 2014                                           | Win-Tron Racing (en)                           | 35                                             | Toyota                                         |                                                |                                                |                                                |                                                |                                                |                                                |                                                |                                                |                                                |                                                |                                                |                                                |                                                |                                                |                                                |                                                |                                                |                                                |                                                |                                                | HOM 11                                         |                                                |                                                |                                                |                                                | 45e                                            | 77[9]                                          |
| 2015                                           | Hattori Racing Enterprises (en)                | 18                                             | Toyota                                         | DAY                                            | ATL                                            | MAR                                            | KAN                                            | CLT                                            | DOV                                            | TEX                                            | GTW                                            | IOW                                            | KEN                                            | ELD                                            | POC                                            | MCH                                            | BRI                                            | MSP                                            | CHI DNQ                                        | NHA                                            | LVS                                            | TAL                                            | MAR                                            | TEX                                            | PHO                                            | HOM                                            |                                                |                                                | 112e                                           | 01[10]                                         |
| 2016                                           | Bolen Motorsports (en)                         | 66                                             | Chevrolet                                      | DAY                                            | ATL                                            | MAR                                            | KAN                                            | DOV                                            | CLT                                            | TEX                                            | IOW                                            | GTW                                            | KEN                                            | ELD                                            | POC                                            | BRI                                            | MCH                                            | MSP                                            | CHI                                            | NHA                                            | LVS                                            | TAL 15                                         | MAR                                            | TEX                                            | PHO                                            | HOM                                            |                                                |                                                | 95e                                            | 01[11]                                         |
| 2017                                           | Bolen Motorsports (en)                         | 66                                             | Chevrolet                                      | DAY 30                                         | ATL 10                                         | MAR 7                                          | KAN 18                                         | CLT 19                                         | DOV 15                                         | TEX                                            | GTW                                            | IOW                                            | KEN 13                                         | ELD                                            | POC                                            | MCH                                            | BRI                                            | MSP                                            | CHI                                            | NHA                                            | LVS                                            | TAL                                            | MAR                                            | TEX                                            | PHO                                            | HOM                                            |                                                |                                                | 80e                                            | 01[12]                                         |
| 2018                                           | Beaver Motorsports (en)                        | 50                                             | Chevrolet                                      | DAY                                            | ATL                                            | LVS                                            | MAR                                            | DOV                                            | KAN                                            | CLT                                            | TEX                                            | IOW 30                                         | GTW 29                                         |                                                |                                                |                                                |                                                |                                                |                                                |                                                |                                                |                                                |                                                |                                                |                                                |                                                |                                                |                                                | 96e                                            | 01[13]                                         |
| 2018                                           | Premium Motorsports (en)                       | 15                                             | Chevrolet                                      |                                                |                                                |                                                |                                                |                                                |                                                |                                                |                                                |                                                |                                                | CHI 26                                         | KEN                                            | ELD                                            | POC                                            | MCH                                            |                                                |                                                | LVS 7                                          | TAL                                            | MAR                                            |                                                |                                                |                                                |                                                |                                                | 96e                                            | 01[13]                                         |
| 2018                                           | Niece Motorsports (en)                         | 38                                             | Chevrolet                                      |                                                |                                                |                                                |                                                |                                                |                                                |                                                |                                                |                                                |                                                |                                                |                                                |                                                |                                                |                                                | BRI 12                                         | MSP                                            |                                                |                                                |                                                | TEX 26                                         | PHO                                            | HOM 16                                         |                                                |                                                | 96e                                            | 01[13]                                         |
| 2019                                           | Niece Motorsports (en)                         | 45                                             | Chevrolet                                      | DAY 3                                          | ATL 6                                          | LVS 10                                         | MAR 4                                          | TEX 7                                          | DOV 10                                         | KAN 1                                          | CLT 10                                         |                                                |                                                | GTW 1                                          | CHI 7                                          | KEN 4                                          | POC 1*                                         | ELD 12                                         | MCH 30                                         | BRI 3*                                         | MSP 8                                          | LVS 2*                                         | TAL 22                                         | MAR 2                                          | PHO 9                                          | HOM 4                                          |                                                |                                                | 2e                                             | 40332[14]                                      |
| 2019                                           | Niece Motorsports (en)                         | 38                                             | Chevrolet                                      |                                                |                                                |                                                |                                                |                                                |                                                |                                                |                                                | TEX 10                                         |                                                |                                                |                                                |                                                |                                                |                                                |                                                |                                                |                                                |                                                |                                                |                                                |                                                |                                                |                                                |                                                | 2e                                             | 40332[14]                                      |
| 2019                                           | Niece Motorsports (en)                         | 44                                             | Chevrolet                                      |                                                |                                                |                                                |                                                |                                                |                                                |                                                |                                                |                                                | IOW 32*                                        |                                                |                                                |                                                |                                                |                                                |                                                |                                                |                                                |                                                |                                                |                                                |                                                |                                                |                                                |                                                | 2e                                             | 40332[14]                                      |
| 2020                                           | Niece Motorsports (en)                         | 40                                             | Chevrolet                                      | DAY 8                                          | LVS 14                                         |                                                |                                                |                                                | POC 6                                          | KEN                                            |                                                | KAN 34                                         | KAN                                            | MCH                                            | DAY                                            | DOV                                            | GTW                                            | DAR                                            | RCH                                            |                                                |                                                |                                                |                                                |                                                |                                                |                                                |                                                |                                                | 81e                                            | 01[15]                                         |
| 2020                                           | Niece Motorsports (en)                         | 42                                             | Chevrolet                                      | CLT 11                                         | ATL 6                                          |                                                |                                                |                                                | TEX 10                                         |                                                |                                                |                                                |                                                |                                                |                                                |                                                |                                                | BRI 8                                          | LVS                                            | TAL                                            | KAN                                            | TEX                                            | MAR                                            | PHO                                            |                                                |                                                |                                                |                                                | 81e                                            | 01[15]                                         |
| 2020                                           | Niece Motorsports (en)                         | 44                                             | Chevrolet                                      |                                                |                                                |                                                |                                                | HOM 3                                          |                                                |                                                |                                                |                                                |                                                |                                                |                                                |                                                |                                                |                                                |                                                |                                                |                                                |                                                |                                                |                                                |                                                |                                                |                                                |                                                | 81e                                            | 01[15]                                         |
| 2021                                           | Niece Motorsports (en)                         | 44                                             | Chevrolet                                      | DAY                                            | DAY                                            | LVS                                            | ATL 7                                          | BRI                                            | RCH                                            | KAN 2                                          | DAR                                            | COA                                            | CLT                                            |                                                |                                                |                                                |                                                |                                                |                                                |                                                |                                                |                                                |                                                |                                                |                                                |                                                |                                                |                                                | 96e                                            | 01[16]                                         |
| 2021                                           | Niece Motorsports (en)                         | 45                                             | Chevrolet                                      |                                                |                                                |                                                |                                                |                                                |                                                |                                                |                                                |                                                |                                                | TEX 36                                         | NSH 22                                         | POC                                            | KNX                                            | GLN                                            | GTW                                            | DAR                                            | BRI                                            | LVS                                            | TAL                                            | MAR                                            | PHO                                            |                                                |                                                |                                                | 96e                                            | 01[16]                                         |
| 2022                                           | Niece Motorsports (en)                         | 41                                             | Chevrolet                                      | DAY                                            | LVS                                            | ATL 23                                         | COA                                            | MAR                                            | BRI                                            | DAR 26                                         | KAN                                            | TEX 12                                         | CLT 1                                          | GTW                                            | SON 4                                          | KNO                                            | NSH                                            | MOH                                            | POC                                            | IRP                                            | RCH                                            | KAN                                            | BRI                                            | TAL                                            | HOM                                            | PHO                                            |                                                |                                                | 87e                                            | 01[17]                                         |
| 2023                                           | Niece Motorsports (en)                         | 41                                             | Chevrolet                                      | DAY                                            | LVS 24                                         | ATL                                            | COA 5                                          | TEX                                            | BRD                                            | MAR 12                                         | KAN 5                                          | DAR 13                                         | NWS 9                                          | CLT                                            | GTW                                            | NSH                                            | MOH                                            | POC 30                                         | RCH                                            | IRP                                            | MLW                                            | KAN                                            | BRI                                            | TAL                                            | HOM                                            | PHO                                            |                                                |                                                | -                                              | -                                              |
| 2024                                           | Niece Motorsports (en)                         | 45                                             | Chevrolet                                      | DAY                                            | ATL                                            | LVS                                            | BRI                                            | COA 5                                          | MAR                                            | TEX                                            | KAN                                            | DAR 1                                          | NWS 15                                         | CLT                                            | GTW                                            | NSH                                            | POC 5                                          | IRP 11                                         | RCH                                            | MLW                                            | BRI                                            | KAN                                            | TAL                                            | HOM                                            | MAR                                            | PHO                                            |                                                |                                                | 80e                                            | 01                                             |
| 2025                                           | Niece Motorsports (en)                         | 44                                             | Chevrolet                                      | DAY                                            | ATL                                            | LVS                                            | HOM 6                                          | MAR                                            | BRI                                            | CAR                                            | TEX                                            | KAN                                            | NWS                                            | CLT 2                                          | NSH                                            | MCH                                            | POC                                            | LRP                                            | IRP                                            | GLN                                            | RCH                                            | DAR                                            | BRI                                            | NHA                                            | ROV                                            | TAL                                            | MAR                                            | PHO                                            | -*                                             | -*                                             |

### NASCAR K&N PRO Series East
Au 3 juin 2025, il a participé à deux courses sur une saison (2014) .
- Voiture : no 1, Toyota
- Écurie : Toyoda Gosei (Shigeaki Hattori)
- Meilleur classement en fin de saison : 39e en 2014.
- Première course : Jegs 150 en 2014 à Columbus (6e)
- Dernière course : Autolite Iridium XP 150 en 2014 à Iowa (17e)
- Victoire(s) : 0
- Top5 : 0
- Top10 : 1
- Pole position : 0

| Résultats en NASCAR K&N Pro Series East | Résultats en NASCAR K&N Pro Series East | Résultats en NASCAR K&N Pro Series East | Résultats en NASCAR K&N Pro Series East | Résultats en NASCAR K&N Pro Series East | Résultats en NASCAR K&N Pro Series East | Résultats en NASCAR K&N Pro Series East | Résultats en NASCAR K&N Pro Series East | Résultats en NASCAR K&N Pro Series East | Résultats en NASCAR K&N Pro Series East | Résultats en NASCAR K&N Pro Series East | Résultats en NASCAR K&N Pro Series East | Résultats en NASCAR K&N Pro Series East | Résultats en NASCAR K&N Pro Series East | Résultats en NASCAR K&N Pro Series East | Résultats en NASCAR K&N Pro Series East | Résultats en NASCAR K&N Pro Series East | Résultats en NASCAR K&N Pro Series East | Résultats en NASCAR K&N Pro Series East | Résultats en NASCAR K&N Pro Series East | Résultats en NASCAR K&N Pro Series East | Résultats en NASCAR K&N Pro Series East |
| --------------------------------------- | --------------------------------------- | --------------------------------------- | --------------------------------------- | --------------------------------------- | --------------------------------------- | --------------------------------------- | --------------------------------------- | --------------------------------------- | --------------------------------------- | --------------------------------------- | --------------------------------------- | --------------------------------------- | --------------------------------------- | --------------------------------------- | --------------------------------------- | --------------------------------------- | --------------------------------------- | --------------------------------------- | --------------------------------------- | --------------------------------------- | --------------------------------------- |
| Année                                   | Équipe                                  | No.                                     | Constructeur                            | 1                                       | 2                                       | 3                                       | 4                                       | 5                                       | 6                                       | 7                                       | 8                                       | 9                                       | 10                                      | 11                                      | 12                                      | 13                                      | 14                                      | 15                                      | 16                                      | Clas.                                   | Pts                                     |
| 2014                                    | Hattori Racing Enterprises (en)         | 1                                       | Toyota                                  | NSM                                     | DAY                                     | BRI                                     | GRE                                     | RCH                                     | IOW                                     | BGS                                     | FIF                                     | LGY                                     | NHA                                     | COL 6                                   | IOW 17                                  | GLN                                     | VIR                                     | GRE                                     | DOV                                     | 39e                                     | 66[18]                                  |

### Titre
- Champion de la World Series Of Asphalt Stock Car Racing Limited Late Model en 2011.

### Récompenses
- 2019 : NASCAR Gander Outdoors Truck Series
  - Pilote le plus populaire (Most Popular Driver).

## Référence
1. 1 2 3 4  (en-US) « Driver », sur Racing-Reference (consulté le 29 mars 2022).
2. ↑  (en-US) « Standings », sur Racing-Reference (consulté le 29 mars 2022).
3. ↑  (en-US) « Misc Stats », sur Racing-Reference (consulté le 30 juillet 2022).
4. ↑  (en-US) « Misc Stats », sur Racing-Reference (consulté le 30 juillet 2022).
5. ↑  (en-US) « Misc Stats », sur Racing-Reference (consulté le 30 juillet 2022).
6. ↑  (en-US) « Ross Chastain – 2011 NASCAR Camping World Truck Series Results », Racing-Reference (consulté le 5 novembre 2018).
7. ↑  (en-US) « Ross Chastain – 2012 NASCAR Camping World Truck Series Results », sur Racing-Reference (consulté le 29 juillet 2022)
8. ↑  (en-US) « Ross Chastain – 2013 NASCAR Camping World Truck Series Results », sur Racing-Reference (consulté le 29 juillet 2022)
9. ↑  (en-US) « Ross Chastain – 2014 NASCAR Camping World Truck Series Results », sur Racing-Reference (consulté le 29 juillet 2022)
10. ↑  (en-US) « Ross Chastain – 2015 NASCAR Camping World Truck Series Results », sur Racing-Reference (consulté le 29 juillet 2022)
11. ↑  (en-US) « Ross Chastain – 2016 NASCAR Camping World Truck Series Results », sur Racing-Reference (consulté le 29 juillet 2022)
12. ↑  (en-US) « Ross Chastain – 2017 NASCAR Camping World Truck Series Results », sur Racing-Reference (consulté le 29 juillet 2022)
13. ↑  (en-US) « Ross Chastain – 2018 NASCAR Camping World Truck Series Results », sur Racing-Reference (consulté le 29 juillet 2022)
14. ↑  (en-US) « Ross Chastain – 2019 NASCAR Camping World Truck Series Results », sur Racing-Reference (consulté le 29 juillet 2022)
15. ↑  (en-US) « Ross Chastain – 2020 NASCAR Camping World Truck Series Results », sur Racing-Reference (consulté le 29 juillet 2022)
16. ↑  (en-US) « Ross Chastain – 2021 NASCAR Camping World Truck Series Results », sur Racing-Reference (consulté le 29 juillet 2022)
17. ↑  (en-US) « Ross Chastain – 2022 NASCAR Camping World Truck Series Results », sur Racing-Reference (consulté le 29 juillet 2022)
18. ↑  (en-US) « Driver Season Stats », sur Racing-Reference (consulté le 28 juillet 2022).